# Dasychira misana
Dasychira misana är en fjärilsart som beskrevs av Moore 1859. Dasychira misana ingår i släktet Dasychira och familjen tofsspinnare. Inga underarter finns listade i Catalogue of Life.